# Tierra de Alba (Zamora)
Die Comarca Tierra de Alba ist eine der zwölf Comarcas in der Provinz Zamora der autonomen Gemeinschaft Kastilien und León.
Sie umfasst 8 Gemeinden auf einer Fläche von 320,80 km² mit dem Hauptort Carbajales de Alba.

## Gemeinden
| Gemeinde                | Einwohner (2024) | Fläche km² | Dichte Einw./km² | Cod INE | Postleitzahl |
| ----------------------- | ---------------- | ---------- | ---------------- | ------- | ------------ |
| Carbajales de Alba      | 466              | 53,69      | 9                | 49036   | 49160        |
| Losacino                | 187              | 44,23      | 4                | 49098   | 49541        |
| Losacio                 | 89               | 21,67      | 4                | 49099   | 49540        |
| Manzanal del Barco      | 128              | 26,40      | 5                | 49111   | 49163        |
| Olmillos de Castro      | 193              | 71,39      | 3                | 49138   | 49147        |
| Perilla de Castro       | 148              | 33,03      | 4                | 49153   | 49145        |
| Santa Eufemia del Barco | 169              | 51,84      | 3                | 49202   | 49161        |
| Vegalatrave             | 79               | 18,55      | 4                | 49233   | 49542        |
| Comarca Tierra de Alba  | 1.459            | 320,80     | 5                | –       | –            |